# Povijest Andore
Povijest Andore je povijest Kneževine Andore od srednjeg vijeka do danas.

## Srednji vijek
Andora je kao grofovija u sastavu Španjolske marke utemeljena krajem 8. ili početkom 9. stoljeća. Prema krivotvorenoj legendi iz 11. stoljeća, Karlo Veliki je dao povelju Andorcima zbog njihove borbe protiv Maura 795. god. Od 819. god. postala je posjedom grofa od Urgela, pa biskupu urgelske dijeceze. Biskup Pocije joj 1231. god. podijelio autonomiju.
Tijekom stoljeća Andora je postala čestim predmetom spora između katalonskih i okcitanskih velikaša i urgelskih biskupa. Spor je napokon otklonjen sporazumom između biskupa od Urgela i obitelji Caboet iz 1278. god. kojim je ustanovljan dvojni suverenitet nad Andorom. Tako je Andora dobila dvojnu političku upravu s dva suprinca, crkvenim i laičkim. To je stanje s manjim promjenama opstalo do danas.

## Prijelaz prava
Ubrzo je obitelj Caboet prenijela svoje ovlasti na obitelj Castelbon (Castellbó) pa grofovima od Foixa. Tijekom godina ovaj naslov su dobili kraljevi Navarre, te je Henrik IV., 1607. godine, izdao edikt po kojem su čelnik francuske države i biskup Urgella suprinčevi Andore. Od te godine prava grofova od Foixa prešla su na francuske kraljeve, te nakon uklanjanja monarhije na francuske predsjednike republike. Kao priznanje suvereniteta Andora je godišnje plaćala 960 franaka francuskom predsjedniku i 460 pezeta urgelskom biskupu. 

### Napoleonovo osvajanje
U razdoblju od 1812. do 1814. godine, Francusko carstvo anektiralo je Kataloniju i podijelilo ju u četiri departmana (Segre, Ter, Montserrat i Boques de l'Ebre). Andora je također pripojena, te je činila dio distrikta Puigcerdà (departman Segre).

## Moderna Andora
Između 8. kolovoza i 9. listopada 1933. godine, Francuska je okupirala Andoru zbog društvenih nemira prije izbora. 12. srpnja 1934. godine, ruski avanturist Boris Skosirev, se proglasio princem Andore u Urgelu, te je objavio rat urgelskom biskupu. Dana 20. srpnja su ga uhitile španjolske vlasti, te zauvijek izbacili iz Španjolske.
Od 1936. do 1940. godine, francuski vojni odred je bio prisutan u Andori, kako bi spriječio utjecaje Španjolskog građanskog rata i francovog režima. Francove trupe su u kasnijem razdoblju rata, došli do andorske granice (u lipnju 1940. godine, francuska vojska je poražena od njemačke). God. 1943. u Andori je izvedena smrtna kazna (strijeljanje Antonia Arenisa) koja nije bila izvedena još od 19. stoljeća.
Tijekom Drugog svjetskog rata, Andora je ostala neutralna, te je bila na važnom krijumčarskom putu između Višijske Francuske i Španjolske. God. 1958., Andora je potpisala mirovni ugovor s Njemačkom, jer je zbog neratificiranja Versajskog ugovora službeno ostala u ratu s tom zemljom od Prvog svjetskog rata.
Budući da je zemlja relativno izolirana, kroz povijest imala je malo veza s drugim zemljama, osim Francuske i Španjolske. U zadnje vrijeme, razvoj turizma, te prometa i komunikacija, je izvadio zemlju iz izolacije. God. 1993., andorski politički sustav je temeljito moderniziran, kada su održani i prvi opći izbori. Od 1993. god. Andora je i članica OUN-a, a od 1994. god. i Vijeća Europe.